# 2000年夏季奥林匹克运动会游泳比赛—男子200米混合泳
2000年夏季奥林匹克运动会男子200米混合泳比赛的决赛于2000年9月20日在澳大利亚悉尼举行。最终，意大利游泳运动员马西米利亚诺·罗索利诺获得了此项比赛的冠军。

## 成绩
| 名次 | 运动员                          | 成绩    |
| ---- | ------------------------------- | ------- |
|      | 马西米利亚诺·罗索利诺（意大利） | 1:58.98 |
|      | 汤姆·多兰（美国）               | 1:59.77 |
|      | 汤姆·威尔金斯（美国）           | 2:00.87 |